# Charlotte Riley
Charlotte Frances Riley (Grindon, 29 dicembre 1981) è un'attrice britannica.
È nota soprattutto per aver ricoperto i ruoli di Sarah Hurst nel film Un matrimonio all'inglese e di Caris nella miniserie televisiva tratta dal romanzo Mondo senza fine di Ken Follett.

## Biografia
Charlotte è nata a Grindon, Thorpe Thewles, un piccolo paesino nel nord-est dell'Inghilterra da Michael e Margaret Riley. Ha un fratello maggiore di nome Simon.
Nel 1999 si diploma alla Teesside High School. Dal 2000 al 2003 frequenta la Durham University dove si laurea in Lingua e Linguistica Inglese. In questi anni partecipa a numerose rappresentazioni teatrali e musical organizzati all'interno dell'Università. Dal 2005 al 2007 studia alla London Academy of Music and Dramatic Arts.

## Carriera
Dopo aver sostenuto piccoli ruoli in alcune serie televisive, nel 2008 debutta sul grande schermo interpretando il ruolo di Sarah Hurst nella commedia romantica Un matrimonio all'inglese diretta dal regista australiano Stephan Elliott.
L'anno seguente è scelta per il ruolo di Catherine Earnshaw per la miniserie televisiva inglese Wuthering Heights, tratta dall'omonimo romanzo di Emily Brontë. La serie, prodotta da ITV è stata trasmessa in Gran Bretagna il 30 ed il 31 agosto 2009.
Nello stesso anno ricopre anche il ruolo di Maggie Summers nella miniserie televisiva in quattro puntate The Take - Una storia criminale, tratta dal romanzo di Martina Cole Onore in famiglia.
Nel 2012 ricopre il ruolo di Caris nella miniserie in otto puntate Mondo senza fine, tratta dall'omonimo romanzo best seller di Ken Follett. Nel 2017 interpreta Kate Middleton in King Charles III, film televisivo andato in onda su BBC Two, che immagina un futuro prossimo in cui, dopo la morte di Elisabetta II, Carlo di Galles ascende al trono con il nome di Carlo III. Il film è tratto dall'omonima opera teatrale che ha debuttato a Londra nel 2014.

## Vita privata
Dal 2009 è legata al collega Tom Hardy incontrato sul set della miniserie televisiva The Take - Una storia criminale. Nello stesso anno i due hanno recitato insieme anche nella serie televisiva Wuthering Heights e dal 2014 anche nella serie televisiva Peaky Blinders. La coppia si fidanza ufficialmente nel 2010 e convola a nozze il 4 luglio 2014, in Francia. Nell'ottobre 2015 annunciano di essere diventati genitori di un bambino, Leo Hardy, e nuovamente nel 2018 di Forrest Hardy.

## Filmografia

### Cinema
- Un matrimonio all'inglese (Easy Virtue), regia di Stephan Elliott (2008)
- Entity, regia di Steve Stone (2012)
- Edge of Tomorrow - Senza domani (Edge of Tomorrow), regia di Doug Liman (2014)
- Heart of the Sea - Le origini di Moby Dick (In the Heart of the Sea), regia di Ron Howard (2015)
- Attacco al potere 2 (London Has Fallen), regia di Babak Najafi (2016)

### Televisione
- Grownups – serie TV, episodio 2x02 (2007)
- Holby City – serie TV, episodio 10x07 (2007)
- Dis/Connected, regia di Tom Harper – film TV (2008)
- L'ispettore Gently (Inspector George Gently) – serie TV, episodio 1x01 (2008)
- Wuthering Heights, regia di Coky Giedroyc (2009)
- The Take - Una storia criminale (The Take) regia di David Drury – miniserie TV (2009)
- Spanish Flu: The Forgotten Fallen, regia di Justin Hardy – film TV (2009)
- Miss Marple (Agatha Christie's Marple) - serie TV, episodio 5x04 (010)
- Foyle's War – serie TV, episodio 7x02 (2010)
- DCI Banks – serie TV, episodi 1x01-1x02-2x03 (2010-2011)
- Mondo senza fine (World Without End) – miniserie TV (2012)
- Peaky Blinders – serie TV, 6 episodi (2014, 2017)
- Jonathan Strange & Mr Norrell – miniserie TV (2015)
- Close to the Enemy – miniserie TV (2016)
- King Charles III, regia di Rupert Goold – film TV (2017)
- Trust – serie TV, 6 episodi (2018)
- A Christmas Carol - miniserie TV, 2 puntate (2019)
- Inverso - The Peripheral (The Peripheral) – serie TV, 6 episodi (2022)

### Cortometraggi
- Survey No. 257, regia di Zeb Lamb (2008)

## Doppiatrici italiane
Nelle versioni in italiano delle opere in cui ha recitato, Charlotte Riley è stata doppiata da:
- Stella Musy in Un matrimonio all'inglese, Heart of the Sea - Le origini di Moby Dick, Attacco al potere 2
- Benedetta Degli Innocenti in Edge of Tomorrow - Senza domani, Inverso - The Peripheral
- Federica De Bortoli in Mondo senza fine
- Domitilla D'Amico in Peaky Blinders